# Cilindrado

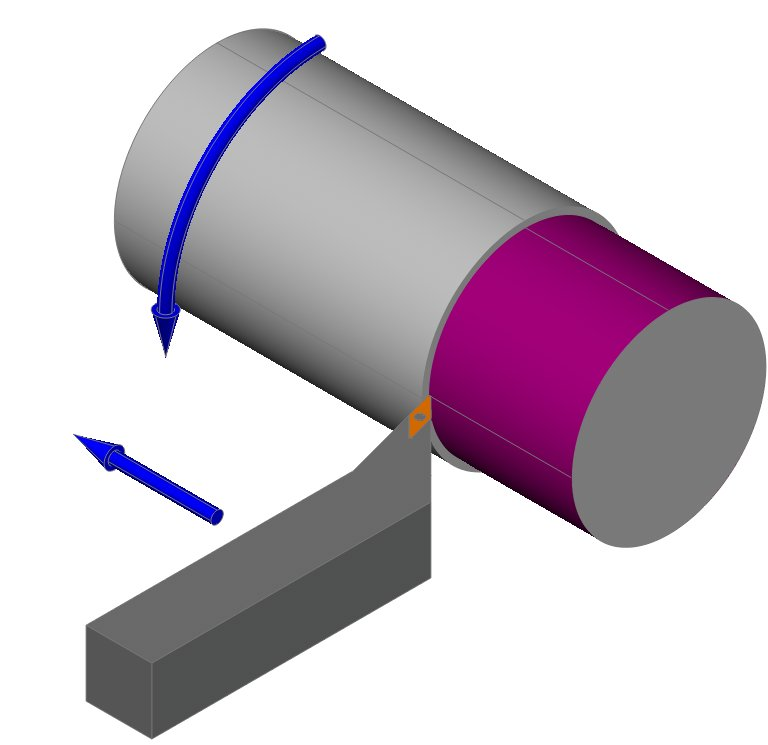
Esquema de una operación de cilindrado.

El cilindrado es una operación realizada en el torno mediante la cual se reduce el diámetro de la barra de material que se está trabajando. 
Para poder efectuar esta operación, la herramienta y el carro transversal se han de situar de forma que ambos formen un ángulo de 90° (perpendicular), y este último se desplaza en paralelo a la pieza en su movimiento de avance. Esto es así por el hecho de que por el ángulo que suele tener la herramienta de corte, uno diferente a 90° provocará una mayor superficie de contacto entre ésta y la pieza, provocando un mayor calentamiento y desgaste.
En este procedimiento, el acabado que se obtenga puede ser un factor de gran relevancia; variables como la velocidad y la cantidad de material que se corte en una «pasada», así como también el tipo y condición de la herramienta de corte que se esté empleando, deben ser observados.
En este proceso, comúnmente rigen la cilindricidad y la concentricidad, si es el caso en que haya varios diámetros a ser obtenidos.